# Institut international pour la démocratie et l'assistance électorale

International Institute for Democracy and Electoral Assistance

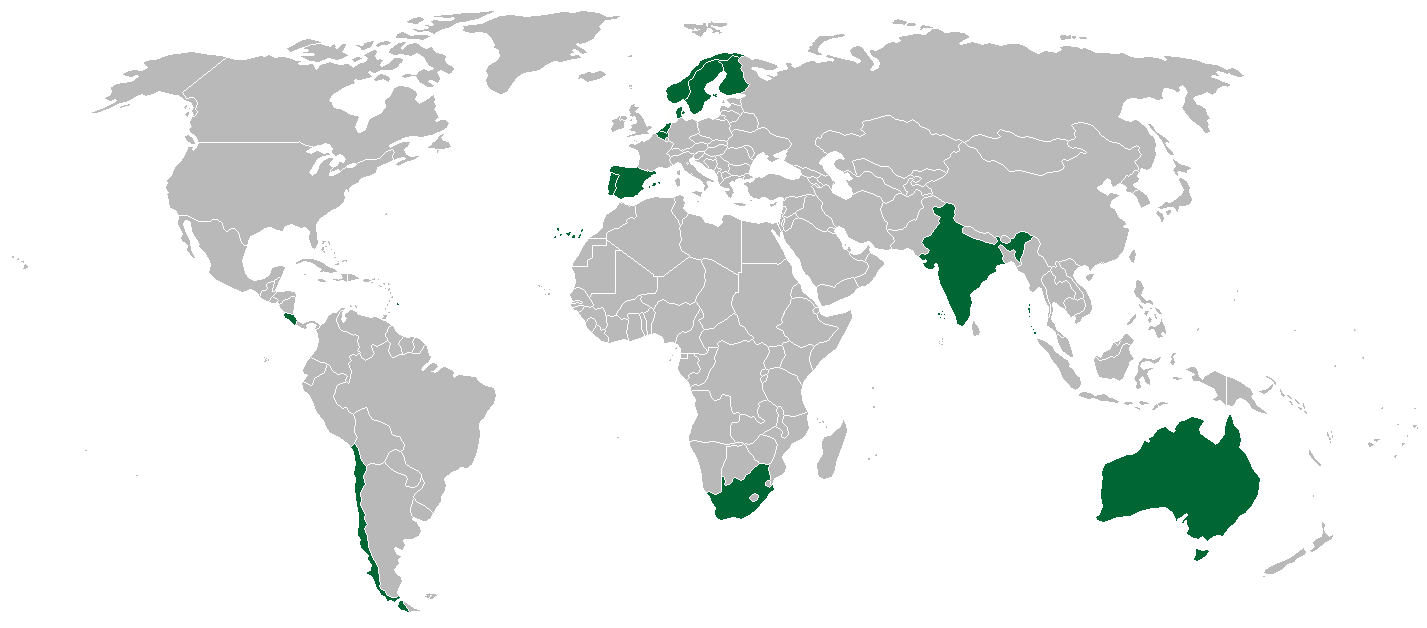
Membres fondateurs

Créé en 1995, l’Institut international pour la démocratie et l’assistance électorale (IDEA), une organisation intergouvernementale comprenant des États membres de tous les continents, a pour mission de promouvoir la démocratie durable dans le monde. L’objectif d’IDEA est d’aider à améliorer la conception d’institutions et de processus démocratiques clés par le biais d’une connaissance et d’une compréhension meilleures des questions qui conditionnent le progrès démocratique. 
Il rassemble ceux qui analysent et suivent les tendances de la démocratie et ceux qui s’engagent directement dans la réforme politique ou agissent en faveur du soutien de la démocratie, au niveau national et à l’étranger. IDEA travaille à la fois avec des démocraties nouvelles et des démocraties de longue date, en aidant à développer et renforcer les institutions et la culture démocratiques. Il travaille en partenariat avec les organes internationaux, régionaux et nationaux.

## IDEA vise à
- aider les pays à renforcer leur capacité à développer et consolider des institutions démocratiques, et à identifier et renforcer la position des acteurs démocratiques clés ;
- fournir un forum pour le dialogue entre chercheurs, décideurs, activistes et professionnels dans le domaine des processus démocratiques ;
- synthétiser la recherche et les expériences sur le terrain, et développer des outils pratiques afin d’aider à améliorer les processus démocratiques ;
- promouvoir la transparence, la responsabilité et l’efficacité dans le cadre de la gestion des élections ;
- faciliter l’évaluation, le suivi et la promotion de la démocratie par les citoyens au niveau local.

## Les domaines d'activités d'IDEA comprennent
- le renforcement de la démocratie et gestion des conflits. Développer le processus visant à bâtir un consensus, définir les priorités, mettre au point des institutions politiques et des constitutions, permettre le dialogue et promouvoir la réconciliation et la démocratie intégratrice ;
- le renforcement des processus électoraux. Adapter les systèmes électoraux, améliorer le niveau d’accès et la participation des électeurs, garantir la gestion professionnelle et indépendante, et renforcer la confiance du public ;
- le développement des partis politiques pour en faire des acteurs démocratiques essentiels. Réviser les réglementations externes et leur application, le financement public, la démocratie et la gestion internes, les relations avec la société civile et le grand public ;
- l’égalité politique et participation, notamment des segments sous-représentés de la société (dont les femmes en politique). Identifier les manières de construire l’engagement envers des politiques intégratrices et fournir une expérience par l’application de mesures spéciales, comme les quotas féminins.

IDEA s’appuie sur l’expérience comparative, l’analyse et un dialogue de grande envergure avec les praticiens, afin d’identifier les exemples de bonnes pratiques et développer les outils et lignes directrices devant être employées pour soutenir la démocratie. IDEA a un site Internet en pleine expansion, sur lequel sont mis à disposition des documents à titre gratuit, dont des séries de données et des publications régulières. 
IDEA crée également des réseaux d’experts, produit des documents de formation et offre des conseils stratégiques sur des questions se rapportant à son programme de travail. IDEA collabore avec les membres de la communauté internationale d’assistance à la démocratie, ainsi qu’avec les acteurs locaux en Afrique, en Asie et en Amérique latine, dans le monde arabe et au Caucase du Sud.

## Partenariat
Les membres et les membres associés sont des partenaires importants d’IDEA. L’Institut travaille également avec les organisations intergouvernementales, telles que l’Union africaine (UA), l’Organisation des États américains (OAS), l’Organisation pour la sécurité et la coopération en Europe (OSCE) et les Nations unies, avec des agences et des banques de développement comme le Programme des Nations unies pour le développement (PNUD), la Banque mondiale et la Banque interaméricaine de développement - ainsi qu’avec de nombreuses agences de développement bilatéral, d’entités parlementaires et professionnelles et un large éventail de réseaux non gouvernementaux et universitaires au niveau national et international. IDEA coopère avec de nombreuses institutions nationales, dont les organes de gestion des élections à travers le monde. De plus, le 9 décembre 2003, IDEA s’est vu accorder le statut d’observateur aux Nations unies, lui donnant accès à un certain nombre de fora politiques dans lesquels sont discutées les questions relatives à la démocratie.

## Adhésion
L’adhésion à IDEA est ouverte aux gouvernements et aux organisations intergouvernementales. 
Il y a actuellement 34 États membres :
- Afrique du Sud
- Allemagne
- Australie
- Barbade
- Barbade
- Belgique
- Bénin
- Brésil
- Canada
- Cap-Vert
- Chili
- Costa Rica
- Danemark
- Espagne
- Estonie
- Finlande
- Ghana
- Inde
- Indonésie
- Luxembourg
- Maurice
- Mexique
- Mongolie
- Namibie
- Norvège
- Panama
- Pays-Bas
- Pérou
- Philippines
- Portugal
- République dominicaine
- Suède
- Suisse
- Tunisie
- Uruguay

Le Japon a le statut d'observateur officiel.

## Organisation
IDEA comprend un personnel international basé à Stockholm (Suède) et sur le terrain. Il est dirigé par un Secrétaire général et répond au Conseil d’administration, qui est chargé de la supervision des politiques et approuve le programme de travail et le budget de l’institut. Les membres du Conseil d’administration siègent en leur capacité propre.
En 2021, le secrétaire général est Kevin Casas-Zamora, ancien vice-président du Costa-Rica et ancien secrétaire aux affaires  politiques de l'Organisation des Etats-Américains, qui a succédé à Yves Leterme, ancien secrétaire général adjoint à l'OCDE et ancien premier ministre belge, qui avait remplacé en 2014 Vidar Helgesen, ancien ministre adjoint aux affaires étrangères de Norvège. 